# Литауниеце, Жаклина
Жакли́на Ли́тауниеце (латыш. Žaklīna Litauniece; род. 20 ноября 1968, Резекне) — латышская кёрлингистка.
Играет на позиции первого.
Кроме кёрлинга занималась парусным спортом, участвовала в Летних Олимпийских играх 2000 в Сиднее в соревнованиях одноместных шверботов класса «Европа», заняла 27 место.

## Достижения
- Чемпионат Латвии по кёрлингу среди женщин: золото (2013, 2014), серебро (2012), бронза (2015).

## Команды
| Сезон                                          | Четвёртый          | Третий      | Второй          | Первый             | Запасной                                                    | Турниры                                           |
| ---------------------------------------------- | ------------------ | ----------- | --------------- | ------------------ | ----------------------------------------------------------- | ------------------------------------------------- |
| 2011—12                                        | Эвита Регжа        | Даце Регжа  | Ева Берзиня     | Жаклина Литауниеце |                                                             | ЧЛЖ 2012                                          |
| 2012—13                                        | Эвита Регжа        | Даце Регжа  | Ева Берзиня     | Жаклина Литауниеце | тренер: Ансис Регжа                                         | ЧЛЖ 2013                                          |
| 2013—14                                        | Эвита Регжа        | Даце Регжа  | Ева Берзиня     | Жаклина Литауниеце | Анете Забере (ЧЛЖ) Илута Линде (ЧЕ, ЧМ) тренер: Ансис Регжа | ЧЕ 2013 (7 место) · ЧЛЖ 2014 · ЧМ 2014 (12 место) |
| 2014—15                                        | Илута Линде        | Ева Берзиня | Уна Германе     | Жаклина Литауниеце | Ева Круста тренер: Арнис Вейдеманис                         | ЧЛЖ 2015                                          |
| Кёрлинг среди смешанных команд (mixed curling) |                    |             |                 |                    |                                                             |                                                   |
| 2010—11                                        | Райвис Бушманис    | Уна Германе | Айнарс Гулбис   | Жаклина Литауниеце | Даце Мунча                                                  | ЧЛСК 2011 (4 место)                               |
| 2011—12                                        | Петерис Швейсбергс | Ева Берзиня | Иварс Чернайс   | Жаклина Литауниеце | Анете Забере                                                | ЧЛСК 2012 (4 место)                               |
| 2012—13                                        | Айнарс Гулбис      | Уна Германе | Райвис Бушманис | Жаклина Литауниеце |                                                             | ЧЛСК 2013 (4 место)                               |

(скипы выделены полужирным шрифтом)